# Zlatko Aleksovski
Zlatko Aleksovski (* 8. Januar 1960 in Pakrac, SR Kroatien, SFR Jugoslawien) ist ein ehemaliger bosnisch-kroatischer Kommandant des Lagers in Kaonik während des kroatisch-bosniakischen Krieges (1992–1994), der vom Internationalen Strafgerichtshof für das ehemalige Jugoslawien (ICTY) angeklagt und wegen Kriegsverbrechen von Gefangenen im Lašva-Tal in Bosnien und Herzegowina zu sieben Jahren Haft verurteilt wurde.

## Rolle im kroatisch-bosniakischen Krieg
Während des kroatisch-bosniakischen Krieges (1992–1994) war Aleksovski von Januar bis Mai 1993 Kommandant des Lagers Kaonik in der Gemeinde Busovača. Während dieser Zeit wurden dort mehrere hundert bosnisch-muslimische Zivilisten vom Kroatischen Verteidigungsrat (HVO) gefangengehalten. Unter Aleksovski wurden zahlreiche Gefangene unmenschlichen Behandlungen ausgesetzt, einschließlich exzessiver und grausamer Verhöre, physischer und psychischer Tortur und Zwangsarbeit. Die Gefangenen wurden auch als menschliche Schutzschilde benutzt, dabei getötet oder anderweitig ermordet. Nach Aleksovskis Ablösung als Lagerkommandant in Kaonik wurde er HVO-Bezirksleiter im Gefängnis von Mostar.

## Verurteilung
Aleksovski wurde am 7. Mai 1999 wegen Kriegsverbrechen zu 2 ½ Jahren Haft verurteilt. Die Berufungskammer erhöhte die Haftdauer am 22. September 2000 auf 7 Jahre.